# Gérousie
 (mars 2024).
Si vous disposez d'ouvrages ou d'articles de référence ou si vous connaissez des sites web de qualité traitant du thème abordé ici, merci de compléter l'article en donnant les références utiles à sa vérifiabilité et en les liant à la section « Notes et références ».

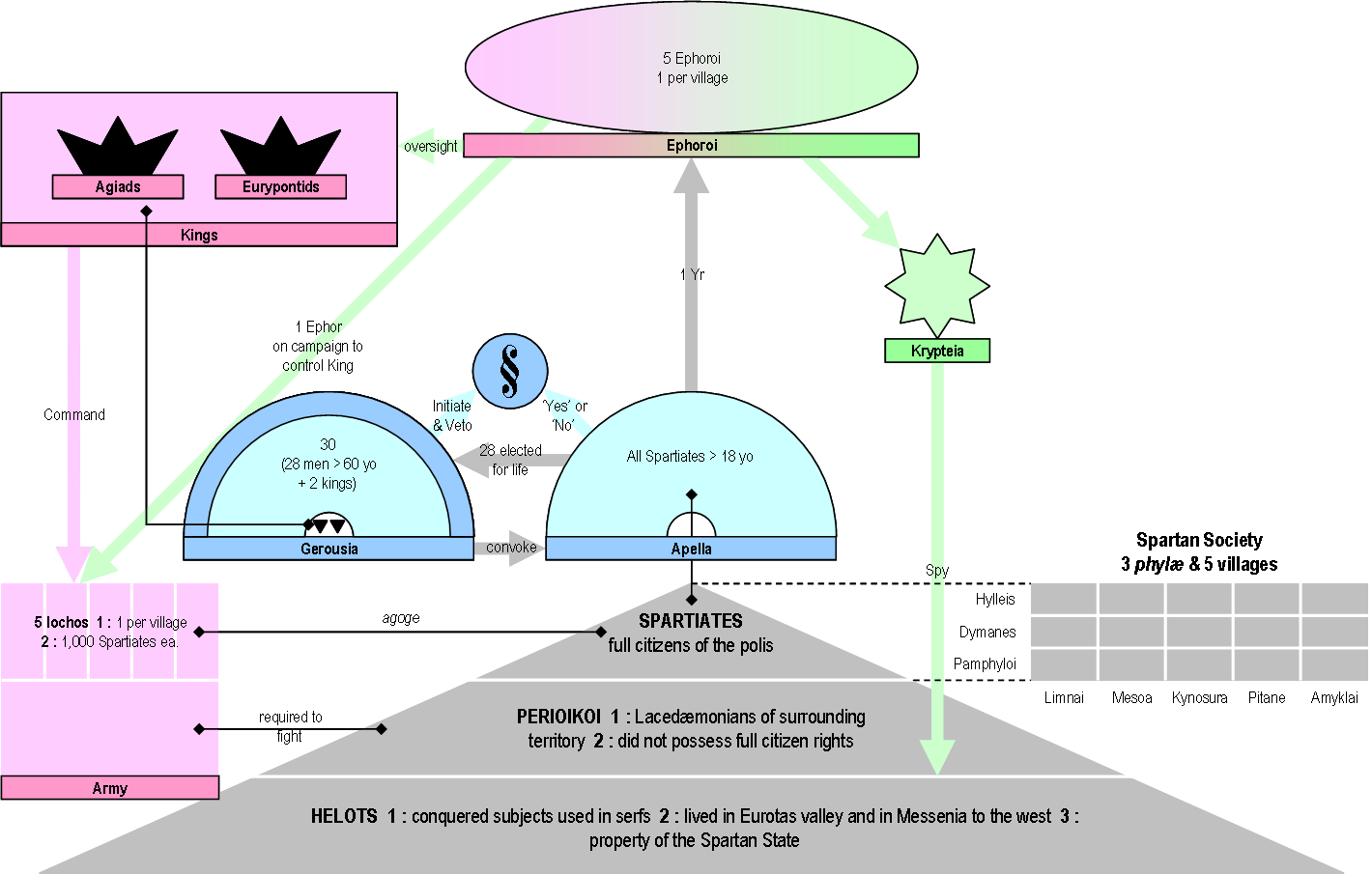
La gérousie

La gérousie (du grec ancien γερουσία / gerousía, dérivé de γέρων / gérôn (« vieillard »)) est l'équivalent spartiate du Sénat : c'est un élément aristocratique et oligarchique, par opposition à l'assemblée du peuple. C'était le nom que donnaient les Spartiates à leur Conseil des Anciens.

## Historique
Etablie par Lycurgue, un législateur spartiate, la gérousie fait exception non seulement par son recrutement, mais aussi par son pouvoir. Ainsi, elle est principalement constituée d'une assemblée  de 28 vieillards qui sont âgés d'au moins 60 ans, âge à partir duquel on n'est plus astreint au service militaire à Sparte. Pour Polybe, la gérousie assure l'équilibre du régime tout en protégeant les plus faibles. Si l'on en croit Isocrate, « les gérontes sont placés à la tête de toutes les affaires ». De ce fait, ils ont un pouvoir qui est comparable à celui de l'aréopage athénien copié par Lycurgue. Les gérontes (γέροντες / gérontes), après avoir donné preuve de candidature sont élus à tout jamais par ovation de l'assemblée du peuple nommée apella. Une fois élus au pouvoir, ils n'ont pas de comptes à rendre et peuvent parfois s'adonner au favoritisme. Ils regroupent en filigrane un conseil des anciens que l'on retrouvait durant la période homérique comme étant un conseil du roi, mais aussi dans certains états oligarchiques, où les anciens des grandes familles constituaient des conseils qui sont restreints à Sparte comme dans plusieurs autres cités doriennes à l'instar de Cnide. En plus, au niveau des états démocratiques[pas clair], ces conseils furent largement ouverts à tout le monde. Par ailleurs, les gérontes occupent la fonction la plus importante à Sparte, car ils jugent des crimes et des affaires judiciaires importantes. Ils ont également un pouvoir supérieur à celui des éphores. De ce fait, le récit de la conspiration de Cinadon atteste qu'avant de prendre de grandes décisions, les éphores consultaient d'abord les gérontes pour écarter les soupçons mais aussi des conjurés. La fonction de la gérousie a sans doute été surestimée durant l'Antiquité. Dès le milieu du IVe siècle av. J.-C., Platon reconnaissait ce Sénat comme étant une puissance comparable à celle des rois. Selon Hérodote, certains gérontes ont des liens de parentés très étroits avec les rois, à tel point que si les rois  sont absents ces derniers peuvent en revanche voter à leur place. Parmi ces gérontes, on peut sans doute citer Chilon qui figure dans la liste des sept sages présocratiques. En réalité, ils ont le pouvoir de traduire les rois en justice, de présenter des motions et de participer aux affaires de l'État.

## Recrutement
La procédure de recrutement est décrite par Plutarque dans sa Vie de Lycurgue. 
Seules les grandes familles présentent des candidats après accord entre celles-ci et les gérontes en exercice. Parfois il peut y avoir accord par intermédiaire des deux factions royales. En réalité, seuls les plus riches sont choisis.
Par contre, ce recrutement des gérontes n'a pas suscité simplement des éloges dans la mesure où Aristote critiquera le fait que ces gérontes non seulement soient recrutés parmi les nobles des grandes familles, mais aussi leur âge (au moins 60 ans), car « l'esprit comme le corps a sa vieillesse ». Il est aussi important de souligner que les gérontes peuvent faire acte de corruption puisqu'ils sont élus à vie sans pour autant qu'ils aient de comptes à rendre. Un autre aspect important est que souvent ils peuvent faire preuve d'abus de pouvoirs politiques voire judiciaires tout en menaçant les éphores ou des rois qui sont en fin de charge.

## Candidature
Il fallait avoir plus de 60 ans et par conséquent être dépourvu d’obligations militaires pour postuler à la fonction de géronte. Le statut de géronte est censé être réservé aux hommes les plus dignes (καλοὶ κἀγαθοί / kaloì kagathoí). Elle est le plus grand honneur que Sparte puisse accorder à l’un de ses membres. Son élection fait ériger de grandes festivités où le géronte est accompagné de jeunes femmes ou de membres de sa famille qui célèbrent son mérite. Le nouveau géronte fait le tour des sanctuaires, une couronne sur la tête. Un repas lui est offert par les membres de  sa famille, et il peut avoir une deuxième part aux syssities. Aristote déclare ainsi que tous les Spartiates sont satisfaits du régime, les aristocrates à cause de la gérousie, et le peuple à cause de l'éphorat. Il est également probable que les candidatures doivent faire l'objet d'un examen. Isocrate déclare ainsi dans le  que Lycurgue a imposé par la loi de faire le choix des gérontes avec autant de soin qu'autrefois on le faisait à Athènes pour les membres de l'Aréopage.

## Mode d'élection
Si un géronte venait à mourir, les candidats à sa succession se présentaient devant le peuple assemblé dans un ordre déterminé au sort. C’est l’Apella qui les élit à partir des acclamations. Le candidat n’a pas le droit de parler. Il y avait un souci de vote objectif, pour ne pas haranguer la foule comme on le faisait à Athènes ou encore à Rome. Par conséquent, ceux qui notaient les clameurs étaient enfermés et ne voyaient pas le candidat, évitant ainsi tout favoritisme. Toutefois, Aristote qualifiait le procédé d’acclamation de puéril. En effet, la procédure étant tout à fait originale, elle était  source de beaucoup de critiques.
Les gérontes sont nommés à vie. C’est la seule magistrature avec celle  royale qui s’exerce sans limite de temps. Ceci leur confère un champ d’action dépourvu de toutes représailles. En effet, les gérontes étant nommés à vie, ils n’ont aucun compte à rendre étant donné que la mort est l'issue de leur magistrature. Par conséquent, les gérontes ont la possibilité de s’adonner au clientélisme, puisqu’ils ne risquent aucune poursuite judiciaire. Ceci s'illustre par la récurrente nomination des nouveaux gérontes choisis parmi les proches des gérontes en activité pour pouvoir assurer une stabilité politique. La fonction de géronte s’exerçait à vie à Sparte mais aussi dans les cités crétoises, à Marseille, Elis et Cnide. En effet, particulièrement honorifique, l'élection à la gérousie se manifeste comme étant un immense honneur accordé par les spartiates dans le but de conserver des souvenirs.

## Prérogatives
La gérousie constitue le tribunal suprême. Elle juge les crimes graves, par exemple les cas de meurtres d'un citoyen, ou par un citoyen. En association avec les éphores, elle peut juger les rois. Elle départage également des rivaux au cours d'une succession royale, comme dans le cas d'Agésilas II et de Léotychidas.
D'un point de vue politique, c'est elle qui prépare les décisions. Les propositions de loi lui sont soumises, et elle peut les bloquer en usant de son droit de veto. Plutarque, pour résoudre le problème de cette redondance de compétences, suppose que le droit de veto servait en fait à bloquer des amendements votés par l'Assemblée. Selon Edmond Lévy (« La grande Rhêtra », Ktèma 2, 1977), il s'agit plutôt d'une évolution de leur pouvoir. L'exercice du veto n'est attesté qu'une seule fois, au sujet des réformes d'Agis IV.
En fait, l'importance de la gérousie paraît assez exagérée par les Anciens qui, de Pindare à Platon (Lois, III), en passant par Démosthène (Contre Leptine) et Eschine (Contre Timarque), insistent sur le pouvoir et l'autorité des gérontes. Les auteurs du IVe siècle av. J.-C., grands admirateurs de Sparte, se reconnaissent sans doute plus facilement en la gérousie qu'en l'éphorat ou la double royauté. Pour les auteurs tardifs, comme Polybe ou Plutarque, ils ont pu se laisser influencer par le modèle du Sénat romain, que Plutarque appelle « gérousie » dans la Vie de Romulus. En revanche, les textes anciens évoquent peu la gérousie. 
Dans le domaine politique, leur pouvoir semble donc assez faible. En revanche, leur autorité, magnifiée par leurs prérogatives judiciaires, est incontestable. Les rois comme les éphores tentaient de se les concilier pour mener leur politique.